# Pandu
För andra betydelser, se Pandu (olika betydelser).

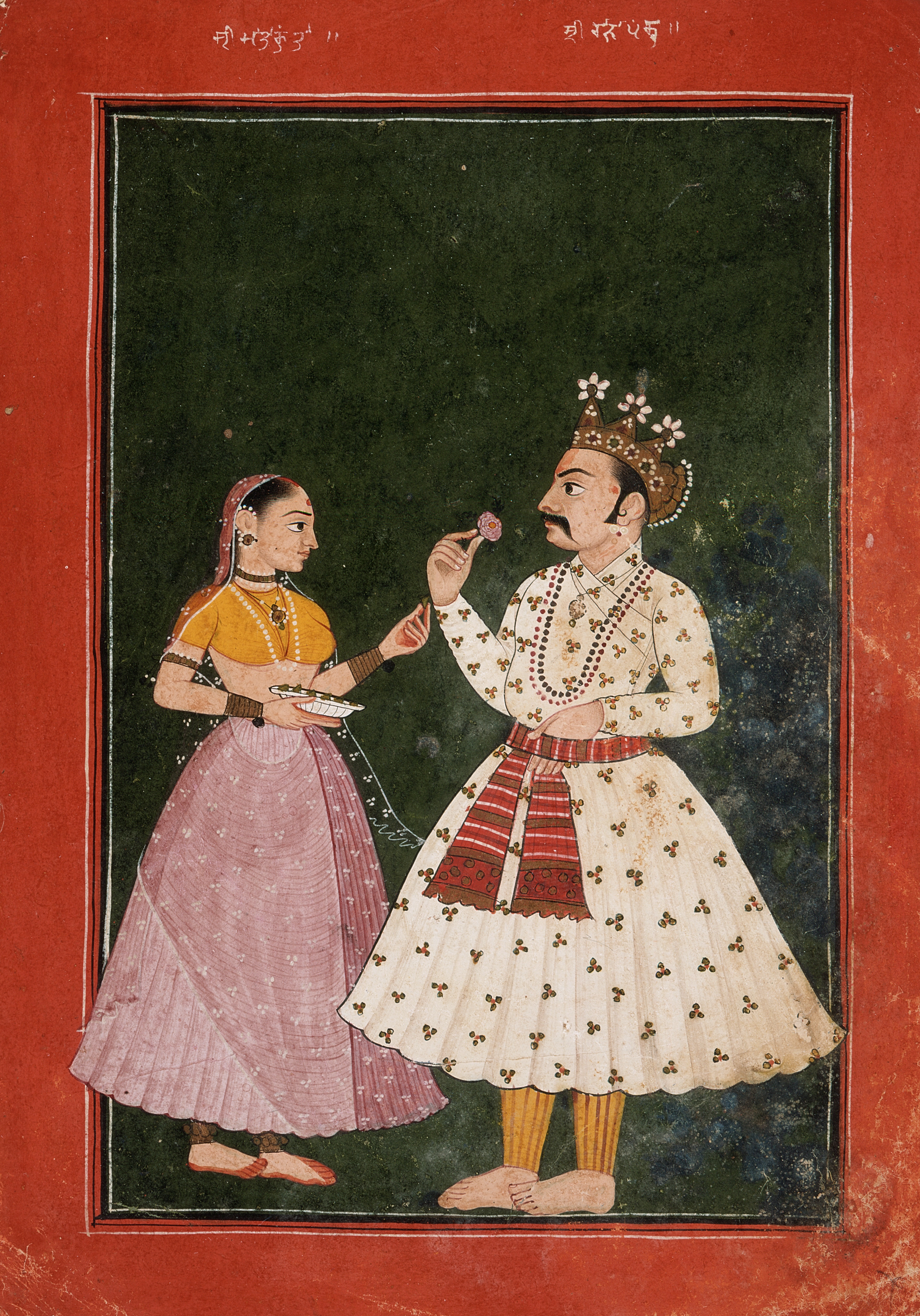
Pandu och Kunti.

Pandu (sanskrit: पाण्‍डु) är i den hinduiska mytologin i Indien fader till Pandavas, en grupp hjältar som beskrivs i Mahabharata. Pandu var son till Ambalika och Rishi Ved Vyasa.